# Roca Bass
Bass Rock es una isla perteneciente a Escocia, localizada en la parte más externa del Firth of Forth, al este de Escocia.
La isla es de origen volcánico y se eleva por encima de los 100 m de altura. A Bass Rock se la conoce a veces como "la Ailsa Craig del este".
En el siglo XV Bass Rock era un sitio para orar y meditar. Más tarde se convirtió en una prisión. En 1902 David Stevenson construyó un faro de 20 metros de altura. El faro funciona de manera automatizada desde 1988.

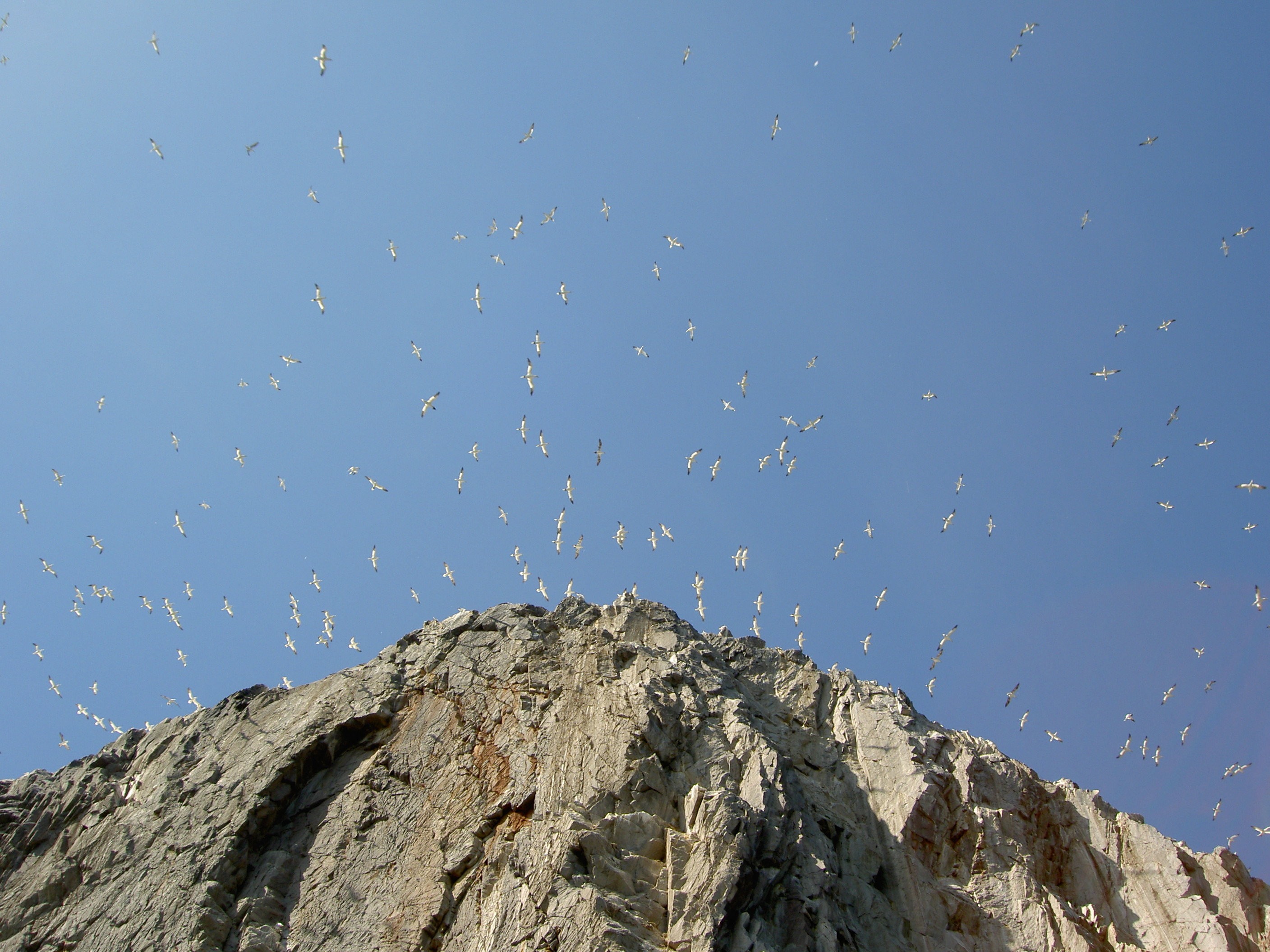
Alcatraces volando en círculos sobre Bass Rock

La isla alberga más de 150.000 alcatraces y es la isla del mundo que alberga una mayor colonia de esta especie por sí sola, siendo famosa la descripción de Sir David Attenborough como "una de las maravillas de la fauna del mundo". Cuando se mira desde tierra firme, gran parte de la superficie parece blanca por la cantidad de alcatraces pero también por sus deposiciones, que producen cerca de 152.000 kg de amoníaco al año, equivalente a lo que producirían 10 millones de pollos. De hecho, el nombre científico del alcatraz común o atlántico, Sula bassana o Morus bassanus, deriva del nombre de la isla. Tradicionalmente se les conocía de manera local como "Solan Goose" (ganso de Solan). Como en otros centros de nidificación de alcatraces como, p.e. Saint Kilda, las aves eran recogidas por sus huevos y la carne que estaban consideradas como una exquisitez. Se calcula que en 1850 se cazaron casi 2.000 aves en la isla. Otras especies de aves que frecuentan la isla son araos, alcas, cormoranes grandes, frailecillos, eiders y numerosas gaviotas.
La primera historia natural de la isla fue descrita hace alrededor de quinientos año en la obra de John Mair De Gestis Scotorum ("Los logros de los escotos") publicada en 1521. Hoy, el Scottish Seabird Centre ("Centro de aves marinas escocés") en North Berwick tiene 10 cámaras, alimentadas por energía solar, que envían imágenes cercanas de las aves a grandes pantallas situadas a sólo kilómetro y medio en tierra firme. Las imágenes son de suficiente resolución como para que los visitantes del Scottish Seabird Centre puedan leer los anillos de identificación en las patas de las aves. El Seabird Centre tiene 10 cámaras ubicadas en las islas del estuario del Forth y también emite imágenes en vivo a través de internet. El centro tiene unos derechos exclusivos para detenerse en la isla del propietario, Sir Hew Hamilton-Dalrymple y opera un número limitado de viajes en barco fotográficos a las islas a lo largo del año, siempre que el tiempo lo permita.